# Real Instituto y Observatorio de la Armada
Il Real Instituto y Observatorio de la Armada ("Istituto reale e osservatorio della Marina", abbreviato ROA) è un istituto di ricerca scientifica appartenente all'Armada Española (la marina militare spagnola) e situato nel comune di San Fernando, in provincia di Cadice, in Andalusia. L'osservatorio dell'Armada è considerato il più antico istituto scientifico di tipo moderno della Spagna.

## Posizione geografica
L'osservatorio è costruito sopra il Cerro de Torre Alta, un'elevazione del terreno di 30 metri sul livello del mare, che permette di essere visibile da tutta la Baia di Cadice e favoriva le osservazioni astronomiche. Oggi, a causa dell'inquinamento luminoso, le osservazioni sono rese difficili.

## Edificio
L'edificio in stile neoclassico ha una pianta a croce, ispirata al Radcliffe Observatory di Oxford: questo permette una buona illuminazione degli uffici. Il palazzo è diviso in tre sale, dedicate a tre diverse funzioni: astronomia, geofisica e ora esatta. L'importante biblioteca dell'Istituto occupa buona parte dell'edificio e custodisce un ricco patrimonio di incunaboli e manoscritti, e più di 30.000 volumi, compresa quella che viene considerata la maggior collezione di periodici scientifici in Spagna. Al centro dell'edificio si erge la maestosa cupola della metà del Novecento, appoggiata su di un tamburo in cui si aprono numerose finestrelle. Dalla cupola sporge a sua volta una semi-cupola girevole di metallo, che, una volta aperta, permette osservazioni in qualunque parte del cielo.

## Storia

Emblema dell'Istituto

La nascita dell'osservatorio si deve al navigatore e scienziato Jorge Juan y Santacilia, che a metà del Settecento propose a Zenón de Somodevilla y Bengoechea, marchese dell'Ensenada, la fondazione di un osservatorio astronomico nel Castillo de la Villa, il vecchio castello di Cadice, allora sede dell'Academia de Guardias Marinas, che sarebbe in seguito diventata l'accademia navale spagnola, per insegnare ai futuri ufficiali l'astronomia necessaria alla navigazione. 
L'attuale edificio si trova sull'isola di San Fernando; fu però Gaspar de Molina y Saldívar, marchese di Ureña, che alla fine del secolo trasferì la sede nell'attuale posizione. I lavori di costruzione durarono dal 1793 al 1797. 
Durante l'Ottocento l'osservatorio svolgeva compiti di base come il calcolo del calendario (Almanacco Nautico) e delle effemeridi, la taratura dei cronometri e degli strumenti di misura dell'Armada, le osservazioni meteorologiche, sismiche e magnetiche e la determinazione dell'ora esatta.

## Compiti
I compiti attuali dell'Istituto sono: 
- Osservatorio astronomico e geofisico.
- Ricerca fisico-matematica rilevante per la Marina.
- Formazione scientifica del personale dell'Armada Española.
- Calcolo e diffusione dell'ora legale in Spagna (conosciuta come Hora ROA)[1]. L'Osservatorio conserva il ruolo di responsabile nazionale dell'unità base del tempo (il secondo) e della scala del Tempo Universale Coordinato UTC (ROA).